# Oxid de fier (III)
Oxidul de fier (III) sau oxidul feric e un compus anorganic cu formula Fe2O3. E unul dintre cei trei oxizi principali ai fierului, ceilalți doi fiind oxidul de fier (II) - FeO- și oxidul de fier (II, III) - Fe3O4 - care apare natural ca fiind magnetita. Fiind mineralul cunoscut ca hematit, oxidul feric e principala sursă de fier pentru industria oțelului.